# ماچئی ویژبیتسکی
ماچئی ویژبیتسکی (لهستانی: Maciej Wierzbicki؛ زادهٔ ۱۹ مارس ۱۹۷۱) بازیگر اهل لهستان است.
از فیلم‌ها یا مجموعه‌های تلویزیونی که وی در آن‌ها نقش داشته‌است، می‌توان به سال‌های شیرین، در خیابان سپولنی، مادران، کارآگاهان جنایی، قوانین نانوشته و عشق بزرگ کوچک اشاره نمود.